# Уинд Телекомуникациони
Уинд Телекомуникациони (на италиански: Wind Telecomunicazioni) е италиански телекомуникационен оператор, който предлага интегрирани мобилни, фиксирани и IPTV услуги под марката Infostrada, а също така и Интернет услуги под марката Libero.
Тя е третата по големина компания за мобилни телефони в Италия след TIM и Vodafone (3 е четвъртата). В края на 2007 г. тя бе класирана на 18-то място в Европа по брой абонатни номера. 

## История
Уинд Телекомуникациони е създадена през 1997 г. от италианската електрическа компания Enel, която продава Уинд през 2005 г. на Weather Investments. През 2006 г. Weather Investments назначaва Khaled Bichara, като главен оперативен директор на компанията.
Уинд разполага с GSM (900/1800/E900), GPRS, EDGE, UMTS и HSDPA мрежи. Докато GSM и GPRS мрежите се предлагат почти навсякъде, то EDGE, UMTS и HSDPA са достъпни само в най-големите градове, но постепенно покритието им се разширява и в провинцията. Уинд Телекомуникациони е изключителен доставчик за Италия на i-mode.
Уинд Телекомуникациони е основен спонсор на футболен клуб АС Рома.